# Сузана Костич
Сузана Костич (серб. Сузана Костић) (31 грудня 1961, Лесковац, СФРЮ) — сербський диригент. У 1984 році закінчила Університет св. Кирила і Мефодія (факультет музики).
|  | Це незавершена стаття про музиканта або музикантку. Ви можете допомогти проєкту, виправивши або дописавши її. |